# Tim Skold

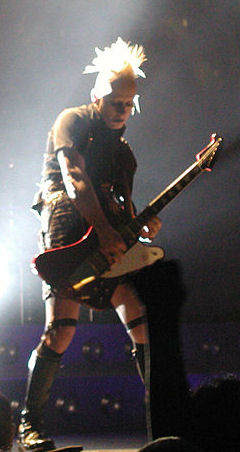
Tim Skold (2007)

Tim Skold (eigentlich Thim Sköld; * 14. Dezember 1966 in Skövde) ist ein schwedischer Musiker. Er spielt Bassgitarre und Gitarre, singt und arbeitet im Tonstudio.
Vor seiner Musikkarriere arbeitete Skold bei Volvo und war in der schwedischen Armee. 1980 gründete er mit drei weiteren Mitgliedern die Glam-Metal-Band Kingpin und veröffentlichte mit ihr sein erstes Album. 1989 wurde der Name Kingpin in Shotgun Messiah geändert.
Nach seinem Soloalbum Skold (1996) spielte Skold zunächst in der Industrial-Rock-Band KMFDM. Nach der zeitweiligen Auflösung von KMFDM setzte er seine Arbeit mit Sascha Konietzko und Lucia Cifarelli als MDFMK fort. 2002 nahm er den Platz als Bassist und Co-Produzent bei Marilyn Manson ein, nachdem der langjährige Bassist Twiggy Ramirez die Band aufgrund anderer künstlerischer Ziele verließ. Nach dem Ausscheiden von John 5 im Jahr 2004 übernahm Skold auch den Gitarrenpart bei Manson. Nach der Rückkehr von Ramirez im Januar 2008 trennte sich Manson von Skold.

## Diskografie
SKOLD vs. KMFDM
- Skold vs. KMFDM (Album) (2009)

Marilyn Manson
- Eat Me, Drink Me (Album) (2007)
- This Is Halloween (Single) (The Nightmare Before Christmas Soundtrack) (2006)
- Lest we Forget (Best-of Album von Marilyn Manson) (2004)
- Personal Jesus (Single + Musikvideo) (2004)
- The Golden Age of Grotesque (Album) (2003)
- Tainted Love (Single + Musikvideo) (2002)

MDFMK
- MDFMK (2000)

KMFDM
- Blitz (2009)
- Attak (2002)
- Adios (1999)
- Symbols (1997)

Skold
- Never Is Now (2019)
- The Undoing (2016)
- Tonight (Single) (2011)
- Anomie (2011)
- Suck (Single) (2011)
- Neverland (EP) (1996)
- Skold (1996)

Shotgun Messiah
- Violent New Breed (1993)
- I Want More (1992)
- Second Coming (1991)
- Shotgun Messiah (1989)

Kingpin
- Welcome to Bob City (1988)
- Shout It Out  (1987)